# Aging Research and Drug Discovery
Aging Research and Drug Discovery (ARDD) — конференция, организуемая Копенгагенским университетом и Колумбийским университетом каждый год в Копенгагенском университете.

## История
Первая конференция ARDD была проведена в 2014 году в Базеле, Швейцария. Затем эта конференция стала известна как "Aging Forum" и была частью "MipTec and Basel Life Congresses". Конференция задумана чтобы собрать вместе представителей фармакологической промышленности, академических учёных, инвесторов и организаторов стартапов, работающих в сферах, связанных с лечением возраст-зависимых болезней и старения как такового.